# 自由の森大学
自由の森大学（じゆうのもりだいがく）は、かつて大分県日田市にあった市民大学である。
1994年、文化によるまちおこしの構想から、同市市民らがボランティアで運営を開始。初代実行委員長はその後日田市長に就任した原田啓介。同市出身のジャーナリストだった筑紫哲也を「学長」に据え、年10回の講演会の他、特別講座も行っていたが、2006年3月31日に閉校した。

## 関連書籍

### 自由の森で大学ごっこ
小学館より1998年7月17日に『自由の森で大学ごっこ』、1999年4月23日に『自由の森で大学ごっこⅡ』が発売された。
同大学を訪れた著名人5名の講演を収録。印税の一部は広葉樹の植林のために役立てられた。
収録されている著名人
- 第1集：永六輔、岸田今日子、宮崎駿、大山のぶ代、宮本亜門
- 第2巻：立松和平、杉浦日向子、田丸美寿々、下村満子、平山郁夫

### 自由の森大学講座
日本経済新聞社より1998年12月に第1集『これからの日本をどうする』、1999年12月に第2集『ここから日本はよみがえる 情報公開・NPO・まちづくり』、2001年1月に第3集『「志」の開拓者たちよ!「民」が起こす日本革命』が発売された。筑紫と同大学の副学長だった福岡政行の共著となっている。